# Генетическое оружие

Международный символ биологической угрозы

Генети́ческое ору́жие, или этни́ческое ору́жие, — гипотетическая разновидность биологического оружия, предназначенная для избирательного поражения населения по расовому, этническому, половому или иному генетически обусловленному признаку. Эксперты заявляют, что создание генетического оружия, направленного на избирательное поражение этнических групп, невозможно даже теоретически на данном этапе развития науки и технологий, а также в результате метизации при межэтнических браках и стирания расовых отличий, как результата глобализации.

## Генетические отличия людей
Идея биооружия, которое бы поражало представителей определённого этноса, существует. Однако, по утверждению заведующего лабораторией геномной географии Института общей генетики РАН Олега Балановского, после расшифровки генома человека достоверно известно, что генетических маркеров, пригодных не только для идентификации, но и специфического поражения отдельных народов, не существует. В 2017 году комиссия экспертов Российской академии наук составила заключение, научно обосновав невозможность создания генетического оружия. Дмитрий Прусс — известный в США молекулярный генетик, подробно объяснил почему генетические маркеры, характерные для определённых этнических групп, не могут быть использованы как мишени для создания этноспецифического оружия. По мнению профессора факультета биоинженерии и биоинформатики МГУ, доктора биологических наук Михаила Гельфанда, даже теоретически возможность создать биологическое оружие против определённого этноса возможно, лишь если его представители «хотя бы последнюю тысячу лет не смешивались с другими народами». В интервью «Новой газете. Европа» заместитель директора петербургского филиала Института общей генетики им. Н. И. Вавилова Алексей Галкин сказал: «не существует мишеней, которые можно было бы выбрать для того, чтобы злобный микроб или вирус поразил одну нацию и не затронул другую».

## Правовой статус
Будучи оружием массового поражения, а именно разновидностью биологического оружия, запрещено согласно Женевскому протоколу 1925 года. Разработка, производство и накопление запасов данного вида вооружений запрещено Конвенцией о биологическом оружии 1972 года.
Не попадает под определение биологических агентов, которые могут быть применены в «профилактических, защитных или других мирных целях».

## Опасение российских властей и опровержение учёных
Российские власти всерьез опасаются генетического оружия, которое также ещё называют генно-инженерным оружием. Подборку некоторых цитат представителей власти, высказывающих эти опасения, собрал Михаил Гельфанд в газете Троицкий Вариант.
Газета Коммерсант сообщала о запрете вывоза биологических образцов из России в 2007 году. По данным анонимного источника газеты, запрет мог быть связан с докладом ФСБ о биооружии и предположениях о разработке генно-биологического оружия против населения России. Однако, правомерность такого рода опасений многократно опровергалась учёными. Известные Российские генетики, такие как Светлана Боринская и Олег Балановский обсуждали и опровергали опасения в радиопередаче «Кто подставил президента?»
В процессе военных действий России в Украине, появились обвинения Украины в создании биологического оружия. Минобороны Российской Федерации опубликовало сообщение, утверждавшее, что изъятые в украинских лабораториях документы свидетельствуют, что в Украине создавалось биологическое оружие, в том числе генетическое оружие, а именно «специфическое оружие против славян». Ученые из России, Украины и специалисты биологи из других стран подробно объясняли, почему найденные документы не являются доказательствами наличия или разработок биологического оружия как такового, а также его разновидности — генетического оружия. Евгений Кунин, обладатель самого высокого индекса Хирша среди российских учёных, в интервью газетам «Троицкий вариант» и «Новая газета», высказался и заявил о невозможности силами современной науки создать генетическое оружие. Подобную точку зрения, аргументированную тем, что генетические различия людей не позволяют создать такое оружие, высказывали и другие специалисты. О невозможности разработки такого оружия на основании бесед со специалистами написали журналисты «Медузы», «Проверено Медиа» и издания «N plus 1».

## Конспирология
В июле 2005 года газета «Комсомольская правда», со ссылкой на неназванный источник в научных кругах, обвинила США в применении генетического оружия на территории Афганистана:
Есть сведения, что американцы уже якобы распылили в афганских горах вирус, „нацеленный“ на ДНК бен Ладена (образец был получен ещё во время учёбы Усамы в ЦРУ).
Среди коренных американцев, живущих в резервациях, существуют различные теории заговора, связанные со сбором их генетических образцов в ДНК-банки. Среди этих теорий — мнение, что правительственные организации будто бы смогут воспользоваться ДНК для стирания с лица земли отдельных культурных или этнических групп, в том числе при помощи биооружия.
Ещё в 2007 году президент РФ Владимир Путин запретил вывоз любых биопроб россиян за границу. Так он отреагировал на доклад секретной службы, согласно которому, западные специалисты работают над созданием биологического оружия, которое они могли бы использовать в борьбе против россиян и их потомков. В 2022 году во время вторжения Российских войск в Украину глава МИД России Сергей Лавров заявил, что целью экспериментов в украинских биолабораториях, которые финансировали США, было создание «этнически ориентированного» биооружия. Российские и зарубежные учёные опровергают правомерность этих обвинений и считают их конспирологическими как в отношении генетического оружия, так и в отношении других форм биологического оружия.

## В культуре, фильмах, играх
- В фильме «Блэйд: Троица» было создано и применено вирусное оружие против вампиров. Как выяснилось в сериале «Блэйд», вирус убил не всех вампиров.
- В сериале «Звёздные врата: Атлантида» для борьбы с рейфами человеческая раса Хоффанов разработала лекарство-вакцину. Человек, которому вводилось это лекарство, становился смертельно ядовит для рейфа, — рейф, пытаясь начать питание, практически немедленно умирал от сильнейшей интоксикации. Но до половины людей, принявших это средство, погибали вскоре после его применения.
- В серии игр Mass Effect против Кроганов был применён вирус «Генофаг», практически полностью стерилизовавший их расу. В третьей части главный герой может избавить расу Кроганов от истребления.
- В игре UFO: Afterlight для истребления зверолюдей с Земли прислали вирус, который истребил почти всех особей, за исключением матриархов.
- В серии игр Syphon Filter главные герои препятствуют распространению одноимённого вируса, способного к избирательному поражению населения или отдельных клеток человеческого организма.
- В сериале «За гранью» в одной из серий вещество, которое активизировалось при добавлении в горячую воду и разлетаясь в воздухе, моментально убивало только кареглазых людей.
- В фильме «Люди Икс: Дни минувшего будущего» автоматические роботы («стражи») истребляют тех людей, у которых есть «Ген Икс» (положительная мутация), а также носителей этого гена (потенциальных родителей мутантов).
- В игре Metal Gear Solid V: The Phantom Pain присутствовали «голосовые паразиты» которые уничтожали пользователей определённых языков.
- В романе Тёмный лес трилогии «Воспоминания о прошлом Земли» Лю Цысиня главного героя Ло Цзи агенты продвинутой инопланетной цивилизации заражают специальным «нацеленным» вирусом, способным поражать только его, в результате чего он ложится в гибернацию в надежде на то, что медицина будущего будет способна его спасти.